# International Istanbul Film Festival
L'International Istanbul Film Festival (in lingua turca: Uluslararası İstanbul Film Festivali) è un festival cinematografico che si svolge in Turchia, organizzato dalla Istanbul Foundation for Culture and Arts (IKSV), organizzazione no-profit. Si tiene tutti gli anni nel mese di aprile in diverse sale cinematografiche di Istanbul. Come menzionato nel suo regolamento, il festival tende ad incoraggiare lo sviluppo del cinema in Turchia e promuovere la qualità nel mercato cinematografico turco.

## Storia
La prima edizione venne organizzata nel 1982, con il nome di International Istanbul Festival come "Settimana del cinema" consistita nella proiezione di sei film. Il tema dei film partecipanti era limitato a "Arti e cinema", per contenere l'evento nell'ambito dell'International Istanbul Festival. Nel 1983 l'evento assunse il nome "Istanbul Filmdays", che si svolgeva durante l'intera durata del Festival in un arco di un mese.
A partire dal 1984, l'evento divenne slegato da altre manifestazioni e quindi di importanza propria, venendo programmato nel mese di aprile. Dal 1985 vennero inclusi nel programma due premi destinati rispettivamente ai film internazionali a quelli di produzione nazionale. Dal 1987 in avanti iniziarono ad essere assegnati i "Cinema Honorary Awards".
Negli anni successivi, The Istanbul International Filmdays consolidò la propria posizione e prese posto tra i festival cinematografici più importanti del mondo, con il gran numero di film presentati e la qualità e la versatilità del suo programma.
All'inizio del 1989 l'evento era considerato "festival a premi specializzato" dalla International Federation of Film Producers Associations (FIAPF) e come tale venne accreditato. Parallelamente a questo sviluppo, l'"Istanbul Filmdays" venne rinominato in "Istanbul International Film Festival".
Ad iniziare dal 1996, "Lifetime Achievement Awards" e "Cinema Honorary Awards" vennero consegnati da cineasti internazionali, attori ed attrici.
Nel 2006, in occasione della XXV edizione, il festival ha creato una piattaforma di incontro fra i professionisti del cinema turco ed europeo sotto la denominazione di "Incontri sul ponte", con l'obiettivo di mettere a contatto le istituzioni europee del cinema con i registi e produttori turchi per discutere le possibilità di finanziamento.
Nel 2007, il Consiglio d'Europa, in collaborazione con Eurimages, iniziò a premiare con il Film Award of the Council of Europe (FACE) un film scelto tra quelli presentati nella sezione su diritti umani e cinema del festival.
In occasione della XXVIII edizione, nel 2009, il festival iniziò a consegnare i Golden Tulip Award anche ai film di produzione nazionale.
Dall'inizio del Festival si sono registrati 2 065 000 spettatori alla proiezione di 2 330 film presentati da 72 differenti paesi (2005). Il festival ha registrato la massima presenza di spettatori (170 000) nel 2007.

## Lista dei premi
Questi i premi assegnati durante il festival:
- Tulipano d'oro (per il miglior film straniero)
- Miglior Film Turco dell'anno
- Best Turkish Director of the Year
- Premio speciale della giuria
- Special Mention
- Best Actor and Best Actress (competizione nazionale)
- Premio alla carriera
- Lifetime Achievement Award
- FIPRESCI - Prize (national -in memory of Onat Kutlar- and international competitions)
- Film Award of the Council of Europe
- People's Choice Award